# سیکلوپس بلینک
سایکلاپس بلینک (به انگلیسی: Cyclops Blink) یک بدافزار لینوکس ELF است که برای معماری ۳۲بیتی پاورپی‌سی (اندیان) کامپایل شده است. این بدافزار روترها و دیوارهای آتش شرکت‌های واتچ‌گارد و ایسوس را هدف قرار داده و به آن‌ها یک بات‌نت اضافه می‌کند که به شبکه فرمان و کنترل اضافه شوند. بر طبق گزارش‌ها، منشأ این بدافزار از گروه هکری کرم شنی است.
آلودگی این بدافزار از طریق یک آسیب‌پذیری با کد CVE-2022-23176 صورت می‌گیرد که امکان ارتقای سطح دسترسی را فراهم کرده و به مهاجم توان مدیریت دستگاه را می‌دهد. پس از آلوده شدن دستگاه، همان دستگاه به‌صورت یک سرور فرمان و کنترل عمل می‌کند و طراحی نرم‌افزار بدافزار به آن اجازه می‌دهد ماژول‌های بیشتری را نصب کرده و در برابر ارتقای سفت‌افزار نیز مقاوم باشد.

## تاریخچه
این بدافزار دست‌کم از ژوئن ۲۰۱۹ در گردش بوده است.
«سایکلاپس بلینک» نخستین‌بار در فوریهٔ ۲۰۲۲ گزارش شد. این گزارش پس از آن اعلام شد که هشدارهای امنیتی منتشرشده از سوی مرکز ملی امنیت سایبری بریتانیا و آژانس امنیت سایبری و امنیت زیرساخت آمریکا، وجود آن را در فضای سایبری تأیید کردند.
پس از آگاهی از این موضوع هزاران روتر از این بدافزار پاک‌سازی شدند. با آنکه گروه هکری کرم شنی پیش‌تر به اموال و زیرساخت‌های اوکراین حمله کرده بود، اما این بدافزار تجهیزات شبکهٔ اوکراین را هدف قرار نداده و گمان می‌رود با جنگ روسیه و اوکراین ارتباطی نداشته باشد.